# Абсолютный чемпионат России по борьбе 2019
Абсолютный чемпионат России по вольной и греко-римской борьбе 2019 года прошёл в Воронеже 1-2 ноября.

## Медалисты

### Вольная борьба
| Весовая категория | Золото               | Серебро              | Бронза                                |
| ----------------- | -------------------- | -------------------- | ------------------------------------- |
| до 97 кг          | Магомедхан Магомедов | Асадула Ибрагимов    | Знаур Коциев Гурам Черткоев           |
| до 125 кг         | Батрадз Газзаев      | Сослан Хинчагов      | Магомедгаджи Нурасулов Хамзат Хизриев |
| абсолютная        | Батрадз Газзаев      | Магомедхан Магомедов |                                       |

### Греко-римская борьба
| Весовая категория | Золото           | Серебро          | Бронза                      |
| ----------------- | ---------------- | ---------------- | --------------------------- |
| до 98 кг          | Никита Мельников | Никита Фирсов    | Влас Дубровин Азамат Сеитов |
| до 130 кг         | Нохчо Лабазанов  | Алихан Аюбов     | Курбан Нажмудинов           |
| абсолютная        | Нохчо Лабазанов  | Никита Мельников |                             |